# Huang Anqi
Huang Anqi (2001) es una deportista china que compite en triatlón. Ganó una medalla de plata en los Juegos Asiáticos de 2022, en la prueba de relevo mixto.

## Palmarés internacional
| Juegos Asiáticos | Juegos Asiáticos | Juegos Asiáticos | Juegos Asiáticos |
| Año              | Lugar            | Medalla          | Prueba           |
| ---------------- | ---------------- | ---------------- | ---------------- |
| 2022             | Hangzhou (China) | Medalla de plata | Relevo mixto     |